# Tadeusz Piotrowski (socjolog)
Tadeusz Piotrowski, także Thaddeus Piotrowski (ur. 10 lutego 1940 w Ryświance na Wołyniu) – amerykański historyk i socjolog polskiego pochodzenia.
Jest profesorem nauk społecznych na University of New Hampshire w Manchesterze (USA). Specjalizuje się w historii Holocaustu i mniejszości narodowych w Polsce w okresie II wojny światowej.

## Publikacje
- Vengeance of the Swallows: Memoir of a Polish Family’s Ordeal Under Soviet Aggression, Ukrainian Ethnic Cleansing and Nazi Enslavement, and Their Emigration to America (1995), McFarland & Company, ISBN 0-7864-0001-3.
- Poland’s Holocaust (1998, 2006), McFarland, ISBN 0-7864-0371-3.
- Genocide and Rescue in Wolyn (2000, 2008), McFarland, ISBN 0-7864-0773-5, ISBN 0-7864-4245-X.
- The Indian Heritage of New Hampshire and Northern New England (2002, 2009), McFarland, ISBN 0-7864-4252-2, ISBN 0-7864-1098-1.
- The Polish Deportees of World War II (2004, 2008), McFarland, ISBN 0-7864-1847-8.

## Nagrody
- Nagroda za osiągnięcia kulturowe od American Council for Polish Culture(inne języki).
- Nagroda Literacka Polskiego Ośrodka Społeczno-Kulturalnego i Polskiej Biblioteki w Londynie[1].
- Złoty Medal za "promowanie historii i kultury polskiej", przyznany przez American Institute of Polish Culture ( Amerykański Instytut Kultury Polskiej)  podczas 35. International Polonaise Ball ( Międzynarodowego Balu Poloneza)  w Miami[2]